# Techno
 Ikke at forveksle med legetøjsfabrikanten Tekno.
Techno er en form for elektronisk musik, der opstod i midt-1980erne i og omkring Detroit og som derefter spredte sig primært til Europa. I Danmark betegner ordet techno i den brede offentlighed som regel genrer som hardstyle, hard trance, trance og dance – genrer som i stil og tilhængerskare adskiller sig væsentligt fra den oprindelige techno.
Begrebet techno bliver derfor ofte brugt overordnet om mange elektroniske musikgenrer i medier, daglig tale osv.
Stilistisk er techno mere afdæmpet end eksempelvis trance, og lægger stor vægt på detaljerne i produktionen. Technos virkemidler er primært rytme, syntetiske lyde og brug af lydfiltre og effekter i form af lydprocessering. (Af denne grund adskiller techno sig radikalt fra traditionel populærmusik, hvor harmoni og melodi er de altdominerende elementer.) Techno benytter i høj grad mønstre der gentages med gradvise variationer og kan af den grund synes monoton for det utrænede øre.
I 2000'erne bliver techno-genren i stigende grad defineret af tyske pladeselskaber og tyske kunstnere, ud af hvilke kan nævnes centrale navne som Sven Väth, Alexander Kowalski, Ellen Allien og Anthony Rother. I sidste del af 2000'erne vinder minimal techno (ofte blot kaldet "minimal") stadig større indpas i resten af den elektroniske musik og stilen blandes ind i andre, mere upbeat genrer inden for house-musikken. En del af denne strømning indenfor technoproduktion kan findes i f.eks. Gui Borattos musik der prøver at tilføje house elementer og andre former for opbygning til den traditionelle musikalske struktur der kendtegner techno musikken. I Danmark spilles Techno musikken primært på natklubben Culture Box.

## Historie
Techno blev primært udviklet af "The Belleville Three" i deres respektive hjemmestudier. "The Belleville Three" var 3 afroamerikanske mænd, Juan Atkins, Derrick May og Kevin Saunderson der gik på den samme high-school i Detroit, Michigan.
De 3 venner fandt blandt andet inspiration i et radioprogram Midnight Funk Association der havde DJ Charles "The Electrifying Mojo" Johnson som vært. Musikken der blev præsenteret på programmet var blandt andet elektroniske numre fra eksempelvis George Clinton, Kraftwerk og Tangerine Dream.
Selvom musikken hovedsageligt i begyndelsen blev opfattet som festmusik, og blev spillet på Detroit-klubber som for eksempel The Music Institute, begyndte mange af musikkens tidlige eksponenter og senere udøvere at se den som et udtryk for Future Shock og post-industriel angst. Musikken og dens temaer udviklede sig desuden i stigende grad i en urban og science-fiction-orienteret retning.
Musikkens udøvere anvendte ordet "techno" som en generel term, så tidligt som i 1984 (som eksempel kan nævnes Cybotrons nyklassiker "techno city"), og sporadiske referencer til en dårligt defineret "techno-pop" kunne findes i musik pressen i midt-1980erne. Det var dog ikke før Neil Rushton i 1988 samlede albummet "Techno! The New Dance Sound of Detroit" for pladeselskabet Virgin UK at ordet "techno" formelt kom til at beskrive en musikgenre. 
Techno er siden denne udvikling blevet retrospektivt defineret, således at genren omfatter så tidlige værker som "Shari Vari" (1981) af A Number Of Names, de tidligste udgivelser af Cybotron (1981), Donna Summer og Georgio Moroders "I Feel Love" (1977), samt de mere dansable numre fra Kraftwerks udgivelser mellem 1978 og 1983.
I de år der umiddelbart fulgte efter den første techno-opsamlings udgivelse, blev techno i pressen beskrevet som Detroits højteknologisk og mekanisk prægede udgave af house-musik. Dette fordi at techno havde de samme basale strukturere som den soulagtige og minimalistiske post-diskostil der kom fra Chicago, New York og London i perioden. Nogle af musikkens tidlige eksponenter, specielt Derrick May og Kevin Saunderson, indrømmer at have været fascineret af Chicagos klub scene samt at have været blevet inspireret af house-musikken derfra. Denne indflydelse er desuden særligt evident i de tidlige numre på den første opsamling, samt i de mange andre numre og remix der blev udsendt mellem 1988 og 1992. Derrick Mays 1988 hit "Strings of Life" (udgivet under pseudonymet Rhythim Is Rhythim) er eksempelvis anset for at være en klassiker indenfor både house- og techno-genren.
En stærk stigning i techno-influerede udgivelser produceret af mange nye kunstnere, resulterede i 1991-92 i en hurtig fragmentering og udskilning af techno fra house-genren. Mange af de nye udøvere havde bopæl i Storbritannien og Holland, der begge var steder hvor techno musikken havde opnået stor popularitet. De mange nye kunstnere og deres udsendte materiale, tog musikken i mange nye og eksperimenterende retninger. Af nyudviklede genrer kan nævnes IDM, Electronica, Jungle og Trance. Detroit og "ren" techno forblev en sub-genre, selvom der i mellemtiden kom nye "bølger" af kunstnere fra Detroit med for eksempel udøvere som Carl Craig, Kenny Larkin, Richie Hawtin, Jeff Mills, Drexciya, Robert Hood og andre. Desuden fandt techno musikken og visse udøvere i blandt andet Tyskland, England og Danmark, med blandt andet Cai Bojsen-Møller og Bjørn Svin som eksempler. 
Derrick May er ofte citeret for at sammenligne techno med "George Clinton og Kraftwerk der sidder fast sammen i en elevator", dette selvom meget lidt techno, hvis overhovedet noget har haft en stilistisk lighed med George Clintons repitoire.
Af forskellige årsager, er techno blevet opfattet af den amerikanske mainstream, som "hvid" musik. Dette endog selvom technomusikkens rødder findes i "sort" musik og mange af dens udøvere er afroamerikanere. I de seneste år, har udgivelserne af relativt korrekte gennemgange af techno musikkens historie af forfattere som Simon Reynolds (Generation Ecstasy/Energy Flash)og Dan Sicko (Techno Rebels), samt mainstream pressens dækning af Detroit Electronic Music Festival dog hjulpet i retning af en afmystificering af genren.

## Musikologi
Tekst mangler, hjælp os med at skrive teksten

## Subgenrer og relaterede genrer
I de tidlige 1990ere begyndte eventyrlystne techno producere at eksperimentere med musikken og skabte dermed nye genrer, der senere har fået deres eget liv og dynamik. De mest velkendte af disse techno relaterede genre er:
- Detroit techno, Musik der lyder som de tidlige techno udgivelser fra Detroit, men hvor udøverne ikke nødvendigvis er fra Detroit.

- Trance, Ofte benævnt psykedelisk, goa, eller progressiv Trance. Dog stor forskel på psykedelisk/goa og den generelle Trance. Meget stor genre i bl.a. Tyskland, England og USA, og Danmark har da også sin egen scene, som er elsket af mange electronica fans rundt om i landet.

- Hardstyle meget ala Hardcore.

- Hardcore Var typisk baseret på komplekse arrangementer af samplede percussion instrumenter, og anvendte ofte meget høje BPM-tal (180+) Hardcore (Også kendt som Gabber) lever dog stadig i dag, som en fusion af hårde beats og hurtig og brutale synths. De største scener findes i Holland, Tyskland, og England.

- IDM, typisk ikke-dansabel og "avant-garde". Anvender ofte komplekse, asymmetriske rytmer og er ofte influeret af genrer som ambient og eksperimental musik.

- Tech house, forsøg på at fusionere elementer fra techno med elementer fra house. Denne genre har været en stor fokus for mange klubber i de seneste år. Det er, sammen med house og electronica en meget eftertragtet genre i Danmark.

- Ghetto tech, kombinerer techno med elementer fra hip-hop, Miami bass og house musik. En del af Nu-Rave kulturen i Danmark.

- Hardtechno – Forsøg på at blande Hardcore, Trance og House sammen i en fusion af hård techno, som i dag findes i små formater rundt om i verden.

Men som alle andre er der også andre, ikke så kendte genrer som:
- Dark Psy, er en mere "uhyggelig" form for techno.

- Full-On, er med god bass og gode lyde, og bruges til mange diskoteker.

- Progressive, er mere stille end de fleste Techno numre.

- Progressive trance, er mere stille end de fleste Techno numre.

- Psykedelisk trance, er lidt ala Full-On og Dark Psy.

- Progressive house, er en mere stille form for techno, og er en langsommere BPM.

- Peak time techno, en mere hård, dynamisk og energisk form for techno med stærke stød, tempoer omkring 130 BPM, flere "breaks" og en moderne, festivalsorienteret lyd.

## Vigtige kunstnere
Kunstnerne der almindeligvis er anset for at have "opfundet" techno.
- Derrick May
- Juan Atkins
- Kevin Saunderson
- Kraftwerk

Den "anden bølge" af Detroit baserede techno producere, der har været aktive siden 1988-1990
- Eddie Fowlkes
- Richie Hawtin (Plastikman)
- John Acquaviva
- Carl Craig
- Kenny Larkin
- Stacey Pullen
- Underground Resistance: Mike Banks and Jeff Mills (The Wizard)
- James Pennington (Suburban Knight)
- Robert Hood (X-101, X-102, X-103, The Vision)
- Blake Baxter
- Alan Oldham (DJ T-1000, X-313)
- Drexciya

Andre velkendte kunstnere, der primært producerer techno.
- Aphex Twin
- Moritz "Maurizio" von Oswald (Basic Channel)
- Orbital
- Underworld
- Ian B. "Eon" Loveday
- Peter "Baby" Ford
- Mark Broom
- Dave Clarke
- Chris Liebing
- Carl Cox
- Dave Angel
- Exode
- Richard Bartz
- Fred Giannelli
- Slam
- Funk d'Void
- The KLF
- Heiko Laux
- Johannes Heil
- Cari Lekebusch
- Adam Beyer
- Uwe "Atom Heart" Schmidt
- 808 State
- Moby (fra 1990 til omkring 1995)
- Laurent Garnier
- Ken Ishii